# Femina Budapest
El 1.FC Femina Budapest es un club de fútbol femenino húngaro fundado en 1970. Viste de rojo, y juega en la Primera División húngara, en el Estadio László Budai II de Budapest.
Es el equipo más laureado de la liga femenina húngara. Entre 1988 y 2008 ganó diez ligas y una copa, y ha jugado seis veces la Liga de Campeones. En 2007 llegó a octavos de final, su mejor resultado.
En la liga 2013 fue 5º.

## Títulos
- 10 Ligas: 1988, 1991, 1996, 1997, 2001, 2002, 2003, 2006, 2007, 2008. (Subcampeón en 1989, 1990, 1995, 1999, 2000)
- 1 Copa: 1996
- 1 Supercopa: 1997

## Plantilla 2013-14
- Porteras: Borbála Mátra, Magdolna Geleji, Csilla Rácz
- Defensas: Henrietta Balogh, Adrienn Beke, Barbara Gleich, Andrea Laky, Anita Lengyel, Szilvia Szeitl, Dorotina Szundi
- Centrocampistas: Nikolett Garamvölyi, Hanna Horváth, Krisztina Kanta, Kinga Ködmön, Zita Sándor, Rebecca Zólyomi, Tímea Zvara
- Delanteras: Fanni Bukor, Diána Csányi, Szilvia Hegyi, Ágnes Lukács